# به دا بین
به دا بین (کره‌ای: 배다빈؛ زادهٔ ۲۴ دسامبر ۱۹۹۳) بازیگر اهل کره جنوبی است. او بیشتر به خاطر ایفای نقش در آی‌دی من خوشگل گانگنامه (۲۰۱۸) و از برامس خوشت میاد؟ شناخته می‌شود. در سال ۲۰۲۱، او در مجموعه نتفلیکس، آلارم عشق ۲ حضور پیدا کرده‌است.

## فیلم‌شناسی

### فیلم
| سال  | عنوان     | نقش             | منابع |
| ---- | --------- | --------------- | ----- |
| ۲۰۱۹ | صدای زیبا | جسیکا           | [ ۳ ] |
| ۲۰۲۱ | خط لوله   | شمارنده مانیتور | [ ۴ ] |

### مجموعه تلویزیونی
| سال  | عنوان                  | نقش           | توضیحات | منابع         |
| ---- | ---------------------- | ------------- | ------- | ------------- |
| ۲۰۱۸ | اول باید ببوسیم؟       | سون یی دون    |         | [ ۵ ]         |
| ۲۰۱۸ | ملکه راز ۲             | کیم هان نا    |         | [ ۶ ]         |
| ۲۰۱۸ | آی‌دی من خوشگل گانگنامه | کوان یون بیول |         | [ ۷ ]         |
| ۲۰۱۸ | کمتر از شیطان          | شین گا یونگ   |         | [ ۸ ]         |
| ۲۰۱۹ | سرگذشت آسدال           | می رو سول     | فصل ۱   | [ ۹ ]         |
| ۲۰۲۰ | از برامس خوشت میاد؟    | کانگ مین سونگ |         | [ ۱۰ ]        |
| ۲۰۲۰ | فراتر از دوستان        | کوان یو را    |         | [ ۱۱ ]        |
| ۲۰۲۲ | حالا زیباست            | هیون می ره    |         | [ ۱۲ ] [ ۱۳ ] |

### مجموعه اینترنتی
| سال  | عنوان     | نقش       | توضیحات | منابع  |
| ---- | --------- | --------- | ------- | ------ |
| ۲۰۲۱ | آلارم عشق | لی وی جو  | فصل ۲   | [ ۱۴ ] |
| ن/م  | رود هان   | دون نا هی |         | [ ۱۵ ] |